# Dia de Paraíso
Dia de Paraíso é um álbum de estúdio do grupo de música infantojuvenil brasileiro Os Abelhudos. O lançamento ocorreu em 1988, trata-se do terceiro álbum de estúdio lançado pelos integrantes Rodrigo Saldanha, Diego Saldanha e Renata Benévolo, e o terceiro fonograma de faixas inéditas (sem contar os compacto simples) pela gravadora EMI.

## Produção e gravação
Em 16 de abril de 1988, o Jornal do Brasil, informou que o trio estava em estúdio gravando o que viria a ser seu novo álbum. Segundo o periódico, o disco contaria com uma composição de Renato Rocketh e participação de Guilherme Arantes, e estava previsto para ser lançado em maio do mesmo ano.
Participando do álbum estava o compositor Erich Bulling, que trabalhou com artistas internacionais como: Donna Summer, Stevie Wonder, The Jacksons e Julio Iglesias. Em entrevista ao Diário de Pernambuco, Bulling afirmou: "trabalhar com eles foi uma experiência muito estimulante porque eles sabiam exatamente o que eu estava fazendo e deram seu toque pessoal, com opiniões seguras sobre o que queriam ou achavam melhor".

## Lançamento e divulgação
O show de lançamento do álbum ocorreu no Scala Rio, com a participação do ator Jonas Torres. A divulgação do disco contou com apresentações em vários programas de televisão, tais como o Milk Shake, da Rede Manchete, apresentado por Angélica, e o Show Maravilha, do SBT, apresentado por Mara Maravilha.

## Recepção crítica
Em relação a recepção dos críticos especializados em música, Edgard Augusto, do Diário do Pará, pontuou que o trabalho lembrava os discos da Xuxa e do Trem da Alegria, que, segundo ele, seguiam uma padronização: "são discos que vendem horrores e custam pouco, graças ao econômico uso de baterias programadas e sintetizadores mil. Um som de computador que abraça letras bobas e melodias a resumir rockinhos com baladinhas debaixo de vozes tão esganiçadas quanto desafinadas".

## Desempenho comercial
Comercialmente, o álbum tornou-se um êxito. De acordo com o Jornal dos Sports, de 26 de julho de 1988, foram vendidas mais de 150 mil cópias no Brasil até aquela data, o que o tornou elegível para um disco de ouro.

## Lista de faixas
Créditos adaptados do encarte do LP Dia de Paraíso, de 1988.
| N.º | Título                | Compositor(es)                   | Duração |  |
| 1.  | "Dia de Paraíso"      | Erich Bulling, Cláudio Rabello   | 4:10    |  |
| 2.  | "O Gato-Tô"           | R. Corrêa, C. Rabello            | 2:43    |  |
| 3.  | "Festinha de Arromba" | R. Corrêa, C. Rabello            | 3:12    |  |
| 4.  | "Pra Te Ganhar"       | R. Corrêa, C. Rabello            | 3:07    |  |
| 5.  | "O Dragão e a Sereia" | R. Corrêa, C. Rabello            | 3:06    |  |
| 6.  | "A Carta"             | R. Corrêa, C. Rabello            | 3:36    |  |
| 7.  | "O Herói"             | Renato Rocketh                   | 3:22    |  |
| 8.  | "Meu Grande Amor"     | Selvagem Big Abreu               | 3:19    |  |
| 9.  | "Paraíso"             | Byafra, R. Rocketh               | 3:05    |  |
| 10. | "Era Pra Durar"       | Guilherme Arantes, Paulinho Lima | 3:40    |  |

## Certificações e vendas
| Região | Certificação | Vendas  |
| ------ | ------------ | ------- |
| Brasil | —            | 150,000 |